# L'orrendo blasone
L'orrendo blasone è un film muto del 1914 diretto da Amleto Palermi.